# Dimeria
Dimeria, rod trava, nekadfa jedini u podtribusu Dimeriinae, danas uključen u podtribus Ischaeminae. Postoji pedesetak vrsta jednogodišnjeg raslinja i trajnica u suptropskoj i tropskoj Aziji, Australiji, zapadnom Pacifiku, Madagaskaru i jugu Arapskog poluotoka.

## Sinonimi
- Didactylon Zoll. & Moritzi
- Haplachne C. Presl
- Psilostachys Steud.
- Pterygostachyum Steud.
- Woodrowia Stapf

## Vrste
1. Dimeria acinaciformis R.Br.
2. Dimeria agasthyamalayana Kiran Raj & Ravi
3. Dimeria andamanica Gosavi, M.Y.Kamble, Chandore & S.R.Yadav
4. Dimeria aristata (Hack.) Senaratna
5. Dimeria avenacea (Retz.) C.E.C.Fisch.
6. Dimeria balakrishnaniana K.Ravik., Sreek. & Lakshm.
7. Dimeria ballardii Bor
8. Dimeria bialata C.E.C.Fisch.
9. Dimeria blatteri Bor
10. Dimeria borii Sreek., V.J.Nair & N.C.Nair
11. Dimeria chelariensis Ravi
12. Dimeria chloridiformis (Gaudich.) K.Schum. & Lauterb.
13. Dimeria connivens Hack.
14. Dimeria copeana Sreek., V.J.Nair & N.C.Nair
15. Dimeria copei Ravi
16. Dimeria deccanensis Bor
17. Dimeria eradii Ravi
18. Dimeria falcata Hack.
19. Dimeria fischeri Bor
20. Dimeria gracilis Nees ex Steud.
21. Dimeria guangxiensis S.L.Chen & G.Y.Sheng
22. Dimeria hohenackeri Hochst. ex Miq.
23. Dimeria idukkiensis Ravi & Anil Kumar
24. Dimeria jainii Sreek., V.J.Nair & N.C.Nair
25. Dimeria jayachandranii Arisdason & P.Daniel
26. Dimeria josephii Ravi & N.Mohanan
27. Dimeria kalavoorensis Ravi
28. Dimeria kaleri P.Biju, Josekutty & Augustine
29. Dimeria kanjirapallilana K.C.Jacob
30. Dimeria keenanii Bor
31. Dimeria keralae N.C.Nair, Sreek. & V.J.Nair
32. Dimeria kerrii Teerawat. & Sungkaew
33. Dimeria kollimalayana M.Mohanan & A.V.N.Rao
34. Dimeria kurzii Hook.f.
35. Dimeria lawsonii (Hook.f.) C.E.C.Fisch.
36. Dimeria lehmannii (Nees ex Steud.) Hack.
37. Dimeria madagascariensis A.Camus
38. Dimeria mahendragiriensis Ravi, H.O.Saxena & Brahmam
39. Dimeria manongarivensis A.Camus
40. Dimeria mooneyi Raizada
41. Dimeria namboodiriana Ravi & N.Mohanan
42. Dimeria neglecta Tzvelev
43. Dimeria orissae Bor
44. Dimeria ornithopoda Trin.
45. Dimeria paniculata Masam.
46. Dimeria perrieri A.Camus
47. Dimeria pubescens Hack.
48. Dimeria raizadae V.J.Nair, Sreek. & N.C.Nair
49. Dimeria raviana Kiran Raj & Sivad.
50. Dimeria sivarajanii N.Mohanan & Ravi
51. Dimeria solitaria Keng f. & Y.L.Yang
52. Dimeria sreenarayanae Ravi & Anil Kumar
53. Dimeria stapfiana C.E.Hubb. ex Pilg.
54. Dimeria thwaitesii Hack.
55. Dimeria veldkampii Kiran Raj & Sivad.
56. Dimeria woodrowii Stapf